# Лутки (Тверская область)
Лутки  — деревня в Андреапольском районе Тверской области. Входит в Хотилицкое сельское поселение.

## География
Расположена примерно в 3 верстах к западу от села Хотилицы на берегу небольшого озерца Среднее.

## История
В конце XIX - начале XX века посёлок разночинцев Лутки в Торопецком уезде Псковской губернии.

## Население
| 2002 | 2010 |
| ---- | ---- |
| 5    | ↘0   |